# CGP 그레이

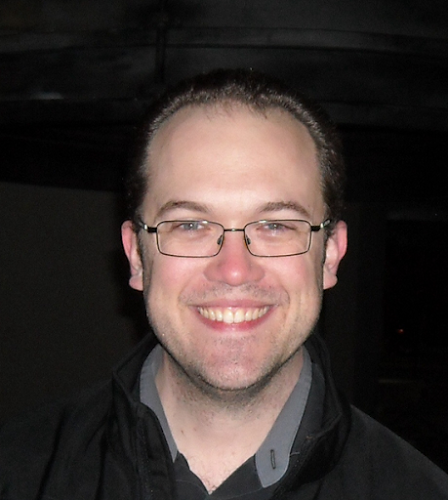

CGP 그레이(CGP Grey)는 영국에 거주하는 미국의 교육 유튜버, 팟캐스터, 라이브 스트리머로 정치, 지리, 경제, 사회학, 역사, 철학, 문화 등의 주제에 대한 설명 동영상을 제작한다. 비디오 제작 외에도 그는 브래디 하란(Brady Haran)과 함께 헬로 인터넷(Hello Internet), 마이크 헐리(Myke Hurley)와 함께 코텍스(Cortex)라는 팟캐스트를 제작하고 진행하는 것으로 유명하다.